# الطريق السريع الوطني رقم 1
الطريق السريع الوطني رقم 1 هو طريق موريتاني يربط بين أكبر مدينتين في موريتانيا نواكشوط ونواذيبو على طول 480 كلم مرورا بصحراء تازيازت ومحمية حوض آركين، ومدينة الشامي حديثة الإنشاء (2013)، ويربط هذا الطريق بين إفريقيا الغربية وأوروبا.

## إنشاء الطريق

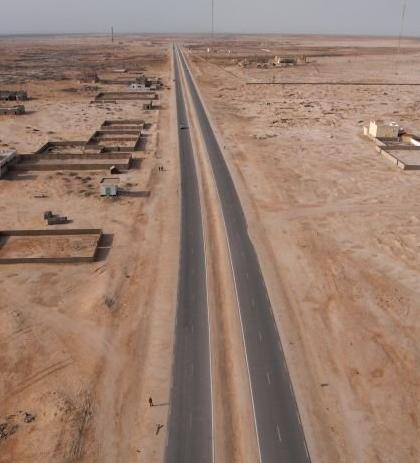
نواذيبو-نواكشوط قرب بلدة شامي

بدأت أشغال إنشاء الطريق الوطني رقم 4 سنة 2000 ودامت الأشغال خمس سنوات
حيث تم تقسيم المشروع إلى أربعة أجزاء :
lot 1 110 km  : الشركة التونسية للأشغال العامة
lot 2 128 km  : الشركة الموريتانية للطرق  attm
lot 3 150 km  : شركة سينوهايدرو الصينية synohydro
lot 4 115 km  : شركة المقاولون العرب  المصرية
تعد التكلفة الإجمالية للطريق بحوالي 100 مليون يورو وأغلبها في الجزء الثالث نظرا لطوله ولصعوبة التضاريس التي يمر بها.

## الوضعية الحالية للطريق
- الوضعية الحالية للطريق ممتازة لعدة أسباب منها الصيانة الدائمة ومحاربة زحف التربة والرمال وجودة الأعمال التي قامت بها الشركات التي قامت بإنشائه وخصوصا في الجزء الثالث
- تسبب فيضانات صيف 2010 في صحراء تازيازت في قطع الطريق لمدة 36 ساعة.

## مشاكل يعاني منها الطريق
- قلة المحطات الطرقية ومحطات الاستراحة نظرا لعدم تواجد تجمع سكني بين انواكشوط ونواذيبو.
- ثلاث محطات بنزين فقط على طول 470 كم.
- محطة الاستراحة الوحيدة متواجدة في منتصف الطريق وتدعى محطة الشمال.
- ابتعاد الطريق عن الشاطئ مما يفقد المسافرين إمكانية مشاهدة محمية حوض آركين ويجعلهم يمرّون عبر مناخ حار.

1. ↑  "نواذيبو". الجزيرة نت (بar-EG). Retrieved 2024-01-08.{{استشهاد ويب}}:  صيانة الاستشهاد: لغة غير مدعومة (link)